# Гопники
Го́пники (также — гоп, гопарь; собират. — гопота́, шпана́) — представители неформальной прослойки населения с низким социальным статусом, малообразованного и не имеющего моральных ценностей контингента, часто происходящего из неблагополучных семей, и объединяющегося по признакам контркультуры ради поиска самоутверждения криминальными, деструктивными и прочими скверными путями по отношению к тем, чьё превосходство они испытывают над собой из-за наличия у них более высокого социального статуса, чем у гопников. 
Термин широко употребляется в России и странах бывшего СССР (с конца XX века). Происхождение термина достоверно не известно; существует множество версий.

## Характеристика
В социальном отношении представители субкультуры — главным образом родом с окраин промышленных городов. Большинство гопников вышло из неблагополучных, бедных семей. Им чужды такие моральные ценности, как честность, преданность, вежливость (однако же существует, например, некое понятие о чести, основанное на стойком поведении в прямых насильственных конфликтах. Также существуют и иные установки морально-этического характера, например, прямой агрессивный и насильственный конфликт с женщиной считается делом позорным, а равно позорным делом считается распространение сплетен о другом гопнике «за глаза»). Субкультура гопников является в некотором смысле «культурой чести», но при этом а) честь основана только на драках/избиениях и общении вокруг да около них и б) в адрес бесчестного человека («чмошника») позволено абсолютно всё, без каких бы то ни было моральных ограничений. Имидж и поведение типичного гопника представляют собой пародию на представителей криминального мира 1990-х годов в России и иных странах СНГ. Чёрная кожаная куртка и спортивный костюм также были переняты подростками от них. Гопники занимались мелким воровством, вымогательством денег, грабежами и избиениями случайных прохожих, особенно в ночное время.
Сами себя «гопниками» не называют и обычно охарактеризовывают себя самоназваниями «нормальные пацаны», «реальные пацаны», «чёткие пацаны», «правильные пацаны», «ровные пацаны», «ребятосики». Себе гопники противопоставляют т. н. «лохов» («чмошников», «чушпанов», «чушков»), однако в среде гопников чёткого определения «лоха» не существует (как правило, речь идёт о людях, трусливых и бесчестных в насильственных конфликтах, и избегающих таковых). В связи с этим название «лох» используется гопниками в зависимости от того, выгодно это гопнику или нет, и может применяться даже по отношению к другим гопникам (слово «лох», в отличие от других, приведённых выше, имеет ещё и смысл «человек доверчивый», «лёгкая жертва мошеннических, а не насильственных, действий», а таковым может оказаться и серьёзный рукопашный боец). Помимо этого, представители прослойки гопников отличаются выраженной агрессией против членов общества, имеющих более высокое социальное положение по сравнению с гопниками, а также против других представителей общества, чьё мировоззрение ориентировано на прогрессивный образ жизни и интеллигентность (например, гопники явно против ориентированных на западную культуру «неформалов», а также фанатов k-pop и фанатов «японской культуры» — «анимешников»).
Слово получило широкое распространение в конце 1980-х годов по отношению к тем представителям молодёжи, для которой хищение имущества на улице было, как отмечает саратовский исследователь Елена Бессонова, «частью имиджа, средством развлечения и способом поддержания авторитета». По мнению исследователя, в 1990-х годах появились «гопы», для которых всё характерное для жизни их «прародителей», к которым автор относит уголовников, стало «своего рода философией жизни, мировоззрением, способом позиционировать себя в обществе». Однако, Бессонова отмечает, что, в отличие от уголовников, «для современного гопа, по преимуществу, важнее попытка напугать и унизить человека, постараться испытать над ним свою власть, а потом уже — присвоить его деньги». Близость к криминальному миру предопределила использование воровского жаргона и ненормативной лексики.
В отличие от большинства неформальных объединений молодёжи (например, хиппи, панков, рокеров), гопники не присваивали остальному населению каких-либо названий и не выделяли себя в отдельную от остального населения группу, из чего следует, что они не осознавали себя как субкультуру.
Исследователь Елена Бессонова отмечает, что в начале Перестройки гопники были единственными из субкультур молодёжной среды, кто не увлекался никакой музыкой. Позже представители субкультуры стали склонны к блатной музыке, русскому шансону (Михаил Круг, группа «Бутырка», Сергей Наговицын). Также многие предпочитают «попсу» (примитивную чисто коммерческую музыку), «хардбасс» (pumping house), «русский рэп» (преимущественно творчество групп «АК-47», «Centr», «Каспийский груз» и таких исполнителей как Рэпер Сява, Ноггано, Гуф, Птаха и других подобных исполнителей данного жанра).
У подавляющего большинства неформальных движений существует неприязненное отношение к гопникам, доходящее до крайнего антагонизма. Так например, в начале 2000-х годов в среде неформалов словом «Гопник» называли и тех людей, кто был неразборчив в музыке, от чего имел крайне поверхностные и довольно смутные музыкальные вкусы.
Как отмечает кандидат социологических наук Рамиль Ханипов, «Городской центр по профилактике безнадзорности и наркозависимости несовершеннолетних Санкт-Петербурга обозначает гопников в качестве „неформальных объединений“ и включает их в раздел „агрессивы“. Дискуссии интернет-форумов говорят об уровне развития этих неформальных объединений следующим образом: „…от Калининграда до Владивостока гопники по сей день являются самой распространённой формой молодёжных объединений“, а все используемые источники подчёркивают ярко выраженный криминальный и групповой характер данной субкультуры: „Преимущественно это драки, грабежи, наезды, которые нацелены на добычу денег…, алкоголь и сигареты“».
Доктор социологических наук, директор проекта «Новое поколение» фонда «Общественное мнение» Лариса Паутова в 2009 году считала, что «гопота» — это не менее 25 процентов современной молодёжи. Социолог подразумевает под этим словом ни к чему не стремящихся людей, без каких-либо моральных ценностей, находящих себя в массе себе подобных.
Глава московского отделения ЛДПР О. Лавров заявлял, что гопники составляют определённую часть избирательной базы его партии:
Мы считаем, что гопники — самая могущественная в России политическая сила. Люди над нами смеются, называют нас партией маргиналов: гопников, воров, бродяг и пьяниц. Но, понимаете, это все люди, чьи интересы никто больше не представляет. Мы создали наши пункты на железнодорожных вокзалах, и одно время у нас был миллион членов. Когда мы выдвинули Малышкина кандидатом в президенты на выборах 2004 года, люди были в шоке. Ну да, он, конечно, не интеллектуал, но гопники за него проголосуют.

## Характерные черты
Различными авторами отмечаются типичные черты гопников:
- Гопников характеризует развязная («борцовская» или раскачивающаяся) походка и девиантное поведение c антисоциальным уклоном: разглядывание прохожих в упор, фамильярное обращение, частое использование мата, эмоциональная неустойчивость, провоцирование на конфликты (например, «Чё смотришь?!», «Ты чё такой дерзкий?», «Чё, борзый шоль?!»), либо в случае криминальных намерений, как вымогание денег (например, «Слышь, мелочи не найдётся?», «Выручи по-братски!», «Есть мобила позвонить?») и других ценностей (например, «Попрыгай!», чтобы определить наличие у жертвы мелких, металлических денег), или открытого грабежа с применением насилия («Ты с какого райончика?», «Дай сёмок, а то на райончик не пущу!», «Слышь, деньги есть? А если найду?!»)[5].
- В уличных конфликтах гопник может использовать биты, кастеты, ножи, другое холодное оружие (реже пневматическое, травматическое и даже огнестрельное), а также любые подручные средства. В 1950-1960-х годах гопники во время выяснения отношений могли также использовать т. н. «поджиги» — сделанные из подручных материалов самодельные однозарядные пистолеты, в которых вместо пороха применялась сера от спичечных головок.
- Потребление семечек, шелуха от которых при этом сплёвывается на тротуар[5].
- Распространена привычка сидения на корточках («на корта́х», «на карташах», «на крабе»), берущая происхождение из мест заключения[5] или ассоциирующаяся с таковыми.
- Гопники большую часть времени проводят на улице или в подворотнях, подъездах[5]. Среди излюбленных мест — парки, скверы, заброшенные постройки, дворы, автобусные остановки, гаражи, ларьки, вокзалы, малолюдные места, площадки детских садов, плохо освещённые места. Излюбленные гопниками места, «украшают» граффити, выполненные маркером или аэрозольной нитроэмалью (реже мелом).

## Происхождение термина
В конце XIX века в помещениях современной гостиницы «Октябрьская», располагающейся на Лиговском проспекте в Санкт-Петербурге, было организовано Городское общество призора (ГОП), куда доставляли беспризорных детей и подростков, занимавшихся мелким грабежом и хулиганством. После Октябрьской революции 1917 года в этом здании было организовано Государственное общежитие пролетариата. Количество малолетних преступников в этом районе выросло в несколько раз. В среде жителей города появилось слово «гопники», которым называли жителей ГОПа с Лиговки. Появилось выражение «количество гопников измеряется в лигах», а среди жителей Петрограда, затем и Ленинграда было принято спрашивать невоспитанных людей: «Вы что, на Лиговке живёте?».
Само слово существовало задолго до 1863 года, но не в русском языке (в словаре Даля 1863 года издания этого слова нет), а в идише. По крайней мере с 1834 года, когда согласно «Положению о евреях» проводилось полное установление фамилий евреям в Российской Империи, фамилия Гопник среди евреев встречается достаточно часто. Например, такую фамилию носил герой Советского Союза Хаскель Гопник (1917—1989), его отца звали Моисей Гопник. До февральской революции фамилию нельзя было сменить по своему желанию.

## Определения термина
Филолог Т. Г. Никитина отмечает три значения слова «гопник»:
1. Агресcивно настроенный подросток.
2. Примитивный, необразованный молодой человек.

С ней согласна филолог Е. Н. Калугина, отмечающая, что словом «гопник» могут называть «примитивного, малообразованного молодого человека». Социолог Альбина Гарифзянова характеризует гопников как «необразованных людей, культурно отсталых, абсолютно не толерантных». Российскими социологами В. И. Добреньковым и А. И. Кравченко отмечено, что слово «гопник» является производным от слова гоп — жаргонного слова нищих, впитавших в себя элементы криминальной культуры, и обозначавшим «пребывание в ночлежке».
Российский писатель А. А. Сидоров, анализируя происхождение слова гопник, ссылается на Владимира Даля, в словаре которого слово гоп «выражает прыжок, скачок или удар…, гопнуть, прыгнуть или ударить». По мнению А. А. Сидорова, словом «гопник» (или «гопстопник») обозначают уличного грабителя. То же следует из краткого словаря криминального жаргона, составленного Ю. К. Александровым, где словом «гопник» обозначен грабитель. Согласно справочной службе российского «Справочно-информационного портала Грамота.ру», слово «гопник» относится к жаргонным словам русского языка и обозначает «мошенника, налётчика; погромщика, хулигана».
А. А. Сидоров отмечает, что слово «гопник» используется также для обозначения «нищих, бродяг, бомжей». По мнению Сидорова, это значение возникло ещё до революции 1917 года, когда в России существовали «приказы общественного призрения» — губернские комитеты, в ведении которых находилась забота о «нищих, калеках, больных, сиротах и т. д.», которые содержались в специальных домах призрения за счёт земских средств. В этом значении слово «гопник» происходит от слова ГОП, которое расшифровывается как «Городское общество призора» (от слова призор — забота, попечение). В связи с тем, что выделявшихся средств на помощь неимущим и бездомным не хватало, обитатели домов призора занимались бродяжничеством, попрошайничеством, мелким воровством. Поэтому словом «гопник» вскоре стали называть «бродяг, оборванцев и нищих». Это значение сохранилось и после Октябрьской революции 1917 года. Согласно изданию «Большой толковый словарь русского языка» (главный редактор С. А. Кузнецов), гопник — «человек из социальных низов; босяк». Филолог Т. Ф. Ефремова, словом «гопник» обозначает «опустившегося человека, бродягу».
А. А. Сидоров отмечает, что в конце 1920-х годов «босяцкая братия» словом «гоп» называла ночлежки, а их обитателей — «гопниками», или «гопой». Сидоров обращает внимание на сюжет повести Л. Пантелеева и Г. Г. Белых «Республика ШКИД», в котором учительница, желая пригрозить воспитанникам, прикрикивает на них: «Вы у меня побузите только. Я вам… Гопа канавская!». Рассказывая о странствиях одного из героев повести, авторы пишут: «Королёв всё лето „гопничал“, ездил по железным дорогам с солдатскими эшелонами, направлявшимися на фронт». Анализируя происхождение слова, Сидоров также обращает внимание на распространённое и ассоциирующееся со словом «гопник» выражение гоп-компания, которое обозначает «весёлое сборище людей не слишком серьёзных и надёжных, на которых лучше не полагаться в ответственном деле». Также связан с этим словом жаргонный термин «гоп-стоп», обозначающий уличный грабёж.
М. Горький употребил термин «гоп-скок» в качестве заголовка для короткой зарисовки об ограблении прохожего московскими беспризорниками.
В романе В. В. Крестовского «Петербургские трущобы» (1864—1866) в речи одного из персонажей (воровского «патриарха» Викулыча) используется жаргонный глагол «гопать», к которому автором дано толкование «шататься по улицам». В статье Н. Смирнова, посвящённой лексике воровского языка в романе Крестовского, даётся более развёрнутое толкование: «шататься бесприютно по улицам, где ни попало». Кроме того, там же упоминается выражение «(на) гопе» — «в поле или в лесу». Ещё раньше, в 1842 году это значение («Гопать — ночевать на улице») отметил В. И. Даль в своей небольшой рукописи «Условный язык петербургских мошенников, известный под именем музыки или байкового языка» Архивная копия от 9 октября 2015 на Wayback Machine.
Близкие по значению понятия: урла, хулиганы, шпана, дворовые банды, люмпены.
У слова «гопник» имеется аналог в английском языке: «чав» (анг. — chav) — широко используемое уничижительное сленговое слово, обозначающее молодого человека с низким социальным статусом, который обычно носит «брендовую» спортивную одежду, что также характерно для гопников на постсоветском пространстве.
Кроме того, существует версия, что слово «гопники» взято из культовой для самиздата фантастической повести «Путешествие на Чёрную Ухуру», в которой описывается «планета гопников» как олицетворение мирового зла. Популяризатор этого слова в конце XX века лидер рок-группы «Зоопарк» Майк Науменко (песня «Гопники» с альбома 1984 года «Белая полоса») в одном из интервью прямо сказал, что почерпнул это слово из произведения А. Старцева и А. Дидейкина.

## Использование слова в качестве политического клише
С конца 2010 го́да в СМИ в выступлениях российских журналистов, писателей, а также оппозиционных политиков стало звучать новое идеологическое клише «ликующая гопота». При помощи этого эпитета они характеризовали участников различных молодёжных массовых организаций, поддерживающих политический курс властей. Впервые оно появилось 29 января 2008 года в газете «Коммерсантъ» в статье о движении «Наши».
2 февраля 2008 года писатель и теле- и радиоведущий Виктор Шендерович в своей авторской радиопрограмме «Плавленый сырок», в ироническом ключе обыгрывает новый эпитет:
Активисты «Гринпис» всерьёз озабочены ситуацией в российской глубинке, — информирует читателей журнал «Хомячки на марше». Одомашненные, но выброшенные бывшими хозяевами на улицу так называемые «Наши» бродят теперь по лесам и окраинам городов, сбиваются в стаи и проводят шумные митинги на опушках. Отлов бродячей гопоты и последующие попытки приучить их к чтению, письму и полезному труду результатов пока не принесли.
Словосочетание активно использовалось позднее СМИ, политиками и блогерами, причём, если первоначально оно употреблялось лишь в негативном ключе в отношении движения «Наши», то затем стало употребляться шире.
19 сентября 2009 года в статье колумниста Павла Святенкова под «ликующей гопотой» подразумевается «реакционная сила, стоящая на пути переворота».
10 апреля 2009 года в журнале «Русский Обозреватель» впервые появляется материал с использованием устоявшегося выражения, не относящийся к российским политическим активистам. В нём его автор Егор Холмогоров рассказывал о массовых беспорядках в Кишинёве (Молдавия). Материал был озаглавлен «За что ликующая гопота умучила светофорчик?».
10 октября 2009 года на ряде региональных порталов появляется статья, посвящённая конфликту редакции калининградского информационного сайта с бывшим руководителем местного отделения молодёжного движения «Идущие вместе» и участником форума «Селигер 2009» Константином Миничем, которая была озаглавлена как «„Ликующая гопота“ пытается получить контроль над „Калининград.Ru“».
На Украине политическое клише использовалось оппонентами кандидата в президенты Виктора Януковича в ходе предвыборной кампании конца 2009 года, так они называли сторонников Партии регионов.

## Отражение в массовой культуре

### В фильмах
- «Спец» — фильм 2003 года, снятый бывшими гопниками о своей «боевой» молодости и разборках аналогичных банд гопников за контроль над «хлебными местами» в Уссурийске. Главный герой фильма, Виталий «Спец» Демочка, изобрёл в процессе всего вышеописанного новый необычный способ заработка, создавая псевдо-ДТП, о чём собственно и повествует данная кинокартина.
- «Пацаны» — фильм 1983 года.
- «Страшные игры молодых» — документальный фильм 1987 года о гопниках города Казани.
- «Меня зовут Арлекино» — фильм 1988 года.
- «ПТУ не с парадного подъезда» — документальный фильм 1989 года, также снятый в Казани.
- «Бакенбарды» — фильм 1990 года о гопниках, терроризировавших небольшой город.
- «Американка» — фильм 1997 года.
- «Одиссея 1989» — фильм 2003 года.
- «Парни из стали» — российский сериал 2004 года.
- «Бумер. Фильм второй» (2006 год).
- «Рэкетир» — фильм 2007 года.
- «Чужая» — фильм 2010 года.
- «Реальные пацаны» — российский сатирический телесериал 2010 года.
- «Даёшь молодёжь!» — российское скетч-шоу (персонажи Башка и Ржавый).
- «Гоп-стоп» — фильм 2010 года.
- «Универ. Новая общага» — сериал 2011 года (персонажи Иваныч (Максим Иванов) и Кисель (Алексей Киселёв)).
- «Зимний путь» — фильм 2013 года.
- «Всё и сразу» — фильм 2014 года.
- «Закон каменных джунглей» — российский криминальный телесериал 2015 года.
- Документальный фильм из цикла «Следствие вели…» под названием «Жажда смерти», посвящённый бойцу, который убивал хулиганов и гопников.
- «Как Витька Чеснок вёз Лёху Штыря в дом инвалидов» — фильм 2017 года. Главный герой Витька — представитель гоп-культуры.
- «Гопник Димчик: Мало патронов, много проблем» — интернет-фильм от студии Eiswolf 2017 года. Главный герой Дмитрий «Димчик» Димченко и его лучший друг «Лом» — гопники.
- «Притяжение» (2017), фантастическая социальная драма, в которой действует банда гопников.
- «Слово пацана. Кровь на асфальте» (2023).
- «Анора» (2024). Персонаж Игорь представлен в подобном типаже.

### В литературе
- «Гопники» — книга (повесть и 6 рассказов) белорусского писателя Владимира Козлова.
- «Мультики» — роман Михаила Елизарова.

### В музыке
Гопникам посвящено множество музыкальных произведений. Одно из первых упоминаний гопников отмечено в песне Леонида Утёсова «Гоп со смыком» из его репертуара 1929—1933 годов.
Широкую известность получила песня «Гопники» Майка Науменко и группы «Зоопарк» (1984). Один из куплетов песни описывает поведение гопников:
Кто хлещет в жару портвейн, кто не греет пиво зимой,

Кто плюётся как верблюд, кто смеётся, как козодой?

Кто гадит в наших парадных, кто блюёт в вагонах метро,

Кто всегда готов подбить нам глаз и всадить вам в бок перо?

Это гопники! Они мешают нам жить!
Среди повествующих о гопниках песен:
- «Гоп-стоп» группы «Сектор газовой атаки»;
- «Родители меня назвали Коля…» («Воровская») Алексея Кортнева — написанная для спектакля «День выборов» — в фильме «День выборов» её исполнял певец Серёга;
- «Гопник» группы «Бен Ганн»;
- «Гопница» исполнительницы «одесских» песен Вики Чинской;
- «Долой Гопоту» группы «Отдел самоискоренения»;
- «Реппер Гоня и гопник Личинка» группы «Красная Плесень»;
- «Местные» группы «Сектор газа»;
- «Блюз бродячих собак» группы «Секрет»;
- «Раскачаем этот мир» группы «Ария»;
- «Хищники» группы «Пилигрим»;
- «Пацаны» группы «Chiliбомберс»;
- «Слободки» Михаила Круга;
- «Иди в отмах» группы «Lumen»;
- «Гопники» группы «АзЪ»;
- «Гопота» группы «Двойной Смысл»;
- «Дети Сатаны» группы «Bad Balance»;
- «Разбуди зверя» группы «Виконт»;
- «Гопники» группы «Разные люди»;
- «Бум!» группы «ТТ-34» (за основу куплетов была взята «Песенка о слесаре шестого разряда» рэп-исполнителя Серёги);
- «Финки» группы «ЯйцЫ Фаберже»;
- «Вампиры (Страх в спальных районах)» группы «I.F.K.»;
- «Районы-кварталы» группы «ЯйцЫ Фаберже»;
- «Шпана» рэп-исполнителя Димана;
- «Песенка о слесаре шестого разряда» рэп-исполнителя Серёги;
- «Псы с городских окраин» группы «Чайф» (название песни нередко используется в качестве нарицательного для обозначения молодёжной уличной преступности[31]).

Дэвид Браун посвятил новый альбом группы Brazzaville «Teenage Summer Days» русским гопникам.
В жанре блатной песни гопники и их деятельность описывается с симпатией. Среди таких песен можно выделить «Гоп-стоп» (известна в исполнении Александра Розенбаума) и «Гоп со смыком» (известна в исполнении Андрея Макаревича и Алексея Козлова).
В 2000-х годах появились артисты, всё творчество которых посвящено пародированию типичных черт гопников и их хулиганского поведения в стиле так называемого «пацанского рэпа»: группы «Гопота», «Gopnik» (Украина), «Чорные GUN Доны», «a.b.i.b.a.s», «ОПГ», «Бешеные псы», исполнитель Рэпер Сява и гоп-панк коллектив «Холодный Дом».
В клипе Потапа и Насти Каменских «У нас на раЁне» в начале и в конце выступают резиденты «Comedy Club UA», играющие роль гопников. Также в 2009-м году на телеканале M1 по будням в 17:00 выходила программа «На РаЁне», ведущими которой были те самые гопники из клипа «У нас на раЁне».
В клипе Size of Marion, NP и группа BURK — «Abidass» перед тем, как начать сниматься в видео, в начале он снял двух гопников и ещё много парней в начале видеосъемки, мы должны кого-то представить. Также в 2009-м году премьера клипа MTV Polska состоялась в сентябре 2009 года. Теперь музыка стала жанром стиля альтернативный хип-хоп, пост-дресяры, брэйкбит, фьюжн, джаззи хип-хоп и пи-фанк. Записано в музыке M.P. Studio в Польше.
Клип «Вот так» группы Ландыши показывает типичные стереотипы гопников.
В 2011 году радио Рекорд (Record Radio) выпускает сборник «ГопFM Pump», содержащий музыку преимущественно российских музыкантов в стиле пампинг-хаус, в сборнике собраны треки с тематической вечеринки «ГопFM».
«Гопота» — название музыкальной группы из Санкт-Петербурга.

## Иностранные аналоги
- Чав (chav) — в Великобритании.
- Роадмен (Roadman) В Финляндии и Великобритании.
- Дресяры (dresiarze) — в Польше.
- Урлас (urlas) — в Латвии.
- Аззи (сокр. от асоциальный) — в Германии.
- Нэкеры — в Ирландии.
- Боганы — в Австралии.
- Преманы — в Индонезии.
- Реднеки, Белое отребье (white trash), банды из афроамериканского и латиноамериканского гетто — в США.
- Кани — в Испании.
- Ньеро — в Колумбии.
- Флаите (flaite) — в Чили.
- Ракай — во Франции.
- Янки — в Японии.
- Арсы — в Израиле.
- Мамбеты — в Казахстане.
- Кярт (Քյառթ) — в Армении.
- Dizelaši[серб.] (название происходит от любимого бренда субкультуры — Diesel) — в Сербии[34].
- Мырки — в Кыргызстане.
- Кагурас — в Греции.

### Научная
- Александров Ю. К. Очерки криминальной субкультуры. — М.: «Права человека», 2001. — 152 с. — ISBN 5-7712-0181-2.
- Гопник // Большой толковый словарь русского языка / Гл. ред. С. А. Кузнецов. — СПб.: Норинт, 1998.
- Добреньков В. И., Кравченко А. И. Социология: в 3 т. — М.: Инфра-М, 2000. — Т. 2 Социальная структура и стратификация. — 536 с. Архивировано 20 мая 2009 года.
- Ефремова Т. Ф. Новый словарь русского языка. Толково-словообразовательный. — М.: Русский язык, 2000.
- Калугина Е. Н. Концепты «мужчина» и «женщина» в субстандарте русского языка // Под ред. проф. Г. Н. Манаенко Язык. Текст. Дискурс: Научный альманах Ставропольского отделения РАЛК. — Ставрополь—Пятигорск: Изд-во ПГЛУ, 2007. — Вып. 5. — С. 112—118. — ISBN 5-89966-485-x.
- Никитина Т. Г. Толковый словарь молодёжного сленга. — АСТ, Астрель, Хранитель, 2007. — 256 с. — 10 000 экз. — ISBN 5-17-022262-9, ISBN 5-271-08297-0, ISBN 5-9762-2082-7.
- Синдаловский Н. А. Книга Перемен. Судьбы петербургской топонимики в городском фольклоре. — СПб.: Центрполиграф, 2009. — ISBN 978-5-9524-4315-0.
- Яковлева М. В. Динамика образов мужественности в моде начала XXI века: гендерный аспект // Труды Санкт-Петербургского государственного университета культуры и искусств. — СПб.: Санкт-Петербургский государственный университет культуры и искусств, 2013. — Т. 198. — С. 26—32. — ISSN 2308-0051.

### Публицистика
- Фима Жиганец. [lib.ru/NEWPROZA/SIDOROV_A/fima_zhemchug.txt Жемчужины босяцкой речи]. — Ростов-на-Дону: Феникс, 1999.
- Козлов В. Гопники. — М.: Ad Marginem, 2002. — 288 стр. — ISBN 5-93321-041-2
- Александр Шерман. «В челюсть!» Исследование природы гопника и сопряжённых явлений Архивная копия от 10 февраля 2009 на Wayback Machine
- Ханипов Р. А. «Гопники» — значение понятия, и элементы репрезентации субкультуры «гопников» в России // Social Identities in Transforming Societies
- Александр Паршиков. Гопники — тоже субкультура? Архивная копия от 16 марта 2013 на Wayback Machine // www.molodoi-gazeta.ru
- Владимир Богомяков. Не говори гоп. Субкультура, растворившаяся в толпе // Большой город, № 7 (204), 2008
- Марк Эймс, Яша Левин. Meet The Gopniks: An Exile Safari Архивная копия от 2 ноября 2012 на Wayback Machine // www.exile.ru
- Дмитрий Чегин. Теория происхождения и эволюции «гопников» Архивная копия от 13 сентября 2009 на Wayback Machine // www.rus-obr.ru
- Марк Эймс, Яша Левин. Куда ты делся, русский гопник? Архивная копия от 4 ноября 2008 на Wayback Machine // kp.ru